# Aubetin
Aubetin é um rio localizado na França.